# Hahnia ovata
Hahnia ovata är en spindelart som beskrevs av Song och Zheng 1982. Hahnia ovata ingår i släktet Hahnia och familjen panflöjtsspindlar. Inga underarter finns listade i Catalogue of Life.